# Megalovlachia

Das Fürstentum Große Walachei nach 1265

Als Megalovlachia (griechisch Μεγαλοβλαχία) oder Megáli Vlachía Μεγάλη Βλαχία, deutsch Große Walachei oder Großwlachien, auch Ano Vlachia (Άνω Βλαχία‚ Obere Walachei) wurde seit dem Spätmittelalter eine Region im heutigen Griechenland bezeichnet, die etwa dem heutigen Thessalien und dem nördlichen Fthiotida entspricht und seit etwa dem 11. Jahrhundert mehrheitlich – vor allem in den Bergregionen – durch Aromunen besiedelt war. Der Name setzt das Gebiet von aromunisch besiedelten Gebieten in Ätolien-Akarnanien ab, die als Kleine Walachei (Mikri Vlachia Μικρή Βλαχία) bezeichnet wurden.
Nach dem Tod Michaels II. Angelos wurde das Gebiet unter seinem unehelichen Sohn Johannes I. Dukas Komnenos aus dem Despotat Epirus ausgegliedert und bestand von 1268 bis 1318 als selbständiges Fürstentum Große Walachei, auch Vlachisches Thessalien, das 1319 im Herzogtum Neopatria aufging.